# José María Pando y Remírez de Laredo
José María Pando y Remírez de Laredo (Lima, 28 de març de 1787 – Madrid, 23 de novembre de 1840) va ser un escriptor, diplomàtic i polític hispano-peruà. Es va educar a Espanya des de molt jove. Va ser Secretari d'Estat d'Espanya durant el Trienni Liberal del regnat de Ferran VII (1823). Va tornar a la seva pàtria en 1824 i es va posar al servei de Simón Bolívar, llavors dictador del Perú, qui el va nomenar successivament ministre d'Hisenda (1825-1826) i ministre de Govern i Relacions Exteriors (1826-1827). Durant el primer govern del general Agustín Gamarra va exercir igualment tots dos ministeris, entre 1829 i 1833. Va tornar a ser ministre per última vegada, al servei del general colpista Pedro Pablo Bermúdez, el govern del qual va resultar efímer (1834). Decebut dels vaivens de la política peruana, va tornar a Espanya, on hi va viure fins a la seva mort. Va destacar també com a escriptor, amb obres tals com a Pensamientos y anotaciones sobre moral y política, que va publicar en 1837, o la seva Epístola a Próspero, obra dedicada a cantar la figura de Bolívar.

## Biografia
Pertanyia a una família noble i rica assentada a Lima, llavors capital del Virregnat del Perú, els seus pares van ser l'espanyol Joseph Antonio Pando de Riva y Fernández de Liencres, I comte de Casa Pando, i la dama criolla Teresa Remírez de Laredo y Encalada, filla del Comte de San Javier i Casa Laredo. Les seves germanes van ser les comtesses de San Pascual Bailón i Villar de Fuentes.
De jovenet va passar a Espanya; es va educar al Reial Seminari de Nobles de Madrid, on va destacar pel seu talent. Amb 15 anys va ingressar al servei diplomàtic de la Corona. La seva primera destinació, en 1802, va ser la legació de Parma. En 1804 va passar a Roma com a agregat a la legació acreditada davant la Santa Seu; pel que sembla allí hi va conèixer Bolívar, amb qui va fer una gran amistat.
Quan en 1808 va ser imposat com a rei d'Espanya José Bonaparte, germà de Napoleó, es va negar a reconèixer-lo, amb altres membres de la legació de Roma. Per això va ser confinat a la fortalesa alpina de Fenestrelle. Després de tres anys pres, va escapolir-se passant per Nàpols i va retornar a Lima. Es desconeixen les activitats que hi va realitzar en aquells dies a la seva ciutat natal; la veritat és que va tornar en 1815 a Espanya, en plena expansió de la restauració absolutista. Com havia demostrat la seva lleialtat a la monarquia borbònica, el rei Ferran VII el va acollir calorosament i el va enviar als Països Baixos com a secretari de l'ambaixada, ascendint després a Encarregat de Negocis per absència del titular.
En 1818 va tornar a Espanya, on fou ascendit a Oficial de la Primera Secretaria d'Estat i després Secretari del rei Ferran VII. Se li va atorgar a més l'Orde de Carles III. Quan va ocórrer el pronunciament de Rafael del Riego en 1820, li va correspondre redactar el decret pel qual el rei va prometre acatar la Constitució liberal de 1812. Es va inaugurar així l'anomenat Trienni Liberal a Espanya.
Prestigiat com a diplomàtic, Pando fou nomenat successivament Encarregat de Negocis a Lisboa (19 de març de 1820), Oficial segon en la Secretaria d'Estat i Secretari de la legació a París. Quan el rei Ferran VII va aconseguir en secret que França preparés una nova invasió a Espanya per poder recuperar el seu poder absolut, els membres de l'ambaixada espanyola a París van ser expulsats per pertànyer al govern liberal, entre ells Pando.
En 1821, es va casar amb Rufina Álvarez de Acevedo y Salazar, filla de Tomás Álvarez de Acevedo i neta del terratinent de Lima José Rafael de Salazar.
No obstant això, Pando va arribar a Madrid quan el govern constitucional encara subsistia, i va acceptar el càrrec de Secretari d'Estat, que va exercir des del 13 de maig de 1823 fins al 29 d'agost de 1823. El 27 de maig va dirigir a les cancelleries la cèlebre circular on protestava contra el dret d'intervenció, que en aquell temps aplicaven els països membres de la Santa Aliança per fer fracassar els progressos del sistema constitucional. No obstant això, no va aconseguir evitar que les tropes franceses sotmetessin al govern liberal, recolzats pels conservadors espanyols. Escapant de la restauració absolutista, es va embarcar cap al Perú.
En juny de 1824 va desembarcar al Callao, que encara es trobava ocupat pels espanyols, i amb el permís del general José Ramón Rodil va passar a Lima per atendre assumptes familiars. A finalitats d'aquest any havia d'embarcar-se cap a Xile, però llavors Simón Bolívar, ja triomfador a Junín i Ayacucho, li va oferir que es posés al seu servei. Pando va acceptar i va ser nomenat ministre d'Hisenda, càrrec que va exercir de 25 de març a 20 de maig de 1825. Després, com a ministre plenipotenciari, va ser agregat a la delegació que va representar al Perú en el Congrés de Panamà.
De tornada al Perú, va ser nomenat Ministre de Govern i Relacions Exteriors del Perú, càrrec que va exercir del 18 de maig de 1826 al 27 de gener de 1827. Després de la reacció nacionalista i liberal de 1827 contra la influència de Bolívar, va ser exclòs de l'administració pública.
Va tornar a la vida política en iniciar-se el primer govern del general Agustín Gamarra, convertint-se en un dels més importants sostenidors d'aquest règim, de tendència conservadora. Va ser llavors ministre de Govern i Relacions Exteriors, en tres ocasions: del 31 de desembre de 1829 al 20 de juliol de 1830, de l'1 de juny al 29 de juliol de 1832, i del 31 de desembre de 1832 a l'11 d'abril de 1833. També va ser ministre d'Hisenda, de 21 de juliol de 1830 a 23 d'abril de 1831. Durant el seu mandat va mantenir a ratlla les reivindicacions territorials dels ministres plenipotenciaris de Colòmbia i Equador, Tomás Cipriano de Mosquera i Diego Novoa, i va fer respectar el statu quo fronterer.
Finalitzat el govern de Gamarra, Pando es va comprometre en la revolució del general Pedro Pablo Bermúdez contra el govern provisional de Luis José de Orbegoso. Bermúdez, home de Gamarra, es va autoproclamar Cap Suprem el 4 de gener de 1834 i Pando va ser el seu ministre de Govern i Relacions Exteriors, però breument, doncs l'abril d'aquest mateix any les forces bermudistes, després de capturar al seu cabdill, es van reconciliar amb Orbegoso en l'anomenada abraçada de Maquinhuayo.
En 1835 va tornar a Espanya, desil·lusionat del desori polític del seu país natal, per portar una vida d'oblit i maltractament pels successius governs. Emparat en l'amnistia general i en un reial decret de l'any anterior, va sol·licitar ser admès en la classificació de pensions pels més de vint anys de servei; no obstant això, la seva sol·licitud va fracassar davant el ministre comte de Toreno. Poc després, el nou ministre Mendizábal va ordenar que se li reconeguessin els seus serveis i se li atorgués la pensió d'antic ministre d'Estat. A l'any següent, ja retirat a Chiclana per la seva salut, José María Calatrava, llavors ministre d'Estat, no solament va anul·lar la seva classificació i el va despullar de les seves distincions, sinó que li va negar la nacionalitat espanyola. Va haver d'esperar fins a 1837 perquè un nou govern li tornés a reconèixer la seva classificació i restituir-lo en els seus honors. En 1838, va tornar a Madrid, on la seva delicada salut li va impedir exercir fins i tot càrrecs menors al govern. Va morir en 1840.

## Obres
- Pensamientos y apuntes sobre moral y política (Cadis, 1837)
- Carta al Excmo. Sr. D. José María Calatrava (Cadis, 1837)
- Elementos del Derecho internacional (Madrid, 1843)